# کلرمونت (فلوریدا)
کلرمونت (به انگلیسی: Clermont) شهری در شهرستان لیک ایالت فلوریدا است که در سال ۱۹۱۶ بنیان‌گذاری شده‌است. این شهر طبق سرشماری سال ۲۰۱۰ میلادی، ۲۸٬۷۴۲ نفر جمعیت داشته و مساحت آن نیز ۲۹٫۷ کیلومتر مربع است.